# دوري السنغال الممتاز 2002-03
دوري السنغال الممتاز 2002-03 هو الموسم 38 من دوري السنغال الممتاز. كان عدد الأندية المشاركة فيه 14، وفاز فيه نادي جان دارك.